# Erik Jan Kooiman
Erik Jan Kooiman (* 28. Juni 1986 in Ammerstol) ist ein niederländischer Eisschnellläufer.

## Werdegang
Kooiman debütierte im Eisschnelllauf-Weltcup zu Beginn der Saison 2014/15 in Seoul. Dort siegte er im B-Weltcup über 10.000 Meter. Im November 2014 wurde er bei den niederländischen Meisterschaften Dritter über 10.000 m. Bei den Einzelstreckenweltmeisterschaften 2015 in Heerenveen gewann er die Silbermedaille über 10.000 m. In der Saison 2015/16 kam er bei allen fünf Weltcupstarts unter die ersten Zehn und erreichte damit den neunten Platz im Gesamtweltcup über 5000/10.000 m. Im Dezember 2015 errang er bei den niederländischen Meisterschaften in Heerenveen den zweiten Platz über 10.000 m. Bei den Einzelstreckenweltmeisterschaften 2016 in Kolomna holte er die Bronzemedaille über 10.000 m.

## Persönliche Bestzeiten
- 500 m      40,35 s (aufgestellt am 19. März 2016 in Den Haag)
- 1000 m    1:29,52 min (aufgestellt am 29. März 2003 in Den Haag)
- 1500 m    1:52,17 min (aufgestellt am 18. Oktober 2015 in Inzell)
- 3000 m    3:47,08 min (aufgestellt am 5. März 2016 in Heerenveen)
- 5000 m    6:17,95 min (aufgestellt am 13. November 2015 in Calgary)
- 10.000 m    12:58,24 min (aufgestellt am 21. November 2015 in Salt Lake City)